# Городище (Шептицкий район)
Городи́ще (укр. Городище) — село в Червоноградской городской общине Шептицкого района Львовской области Украины.
Население по переписи 2001 года составляло 132 человека. Занимает площадь 0,72 км². Почтовый индекс — 80085. Телефонный код — 3257.